# Avenida Miranda (San Juan de los Morros)
Avenida Miranda  es el nombre que recibe una importante arteria vial en la ciudad de San Juan de los Morros, al norte del Estado Guárico, en los Llanos centrales del país sudamericano de Venezuela. Recibe esa denominación en honor del General Francisco de Miranda, quien diseñó la bandera nacional venezolana y fue un destacado prócer de la independencia.

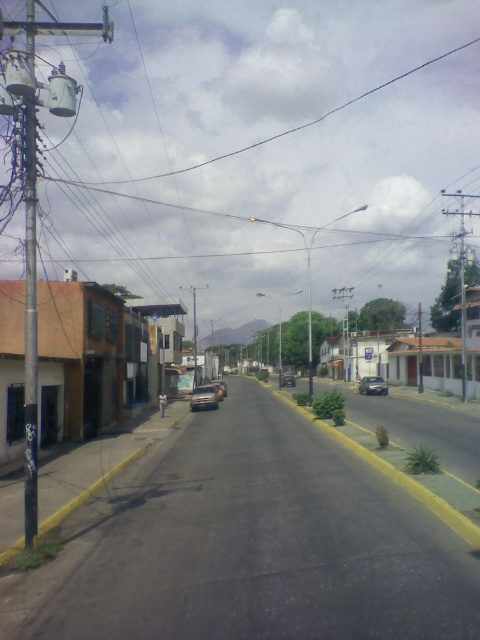
Avenida Miranda

## Descripción
La Avenida tiene una longitud de 2,5 km, es conocida también como la "Calle Tun-Tun", debido a que está pavimentada en  concreto vaciado 
por paños, dejando una ranura entre paños que hace que los vehículos al transitar por ella generen un sonido muy peculiar, de donde se origina el nombre "Tun-Tun". Es una vía de transporte carretero que conecta la Avenida José Félix Ribas con la Avenida Luis Aparicio, Avenida Felipe Acosta Carles, la Avenida Principal de Pueblo Nuevo y la Avenida Hugo Chávez a la altura del Parque Los Morritos. En su recorrido también se vincula a la Calle Bermúdez, Calle Sucre, Calle Infante, Calle Paéz, Calle Salias, Calle Mellado, Avenida Rómulo Gallegos, Avenida Los Puentes, avenida Guaiquera, Avenida Las Mercedes, entre otras.
Destacan a lo largo de su trayecto o en sus alrededores la Plaza de Los Morritos, el Hotel Santa Mónica, la secretaría de Finanzas del Estado Guárico, la comandancia general de Poliguárico, el Centro Internacional de Multitudes, la Capilla La Tropical, el Consejo Legislativo del Estado Guárico, y el Monumento a la Bandera, por citar algunos.